# Guillaume Louis Julien Carré
Pour les personnes ayant le même patronyme, voir Carré (homonymie).
Guillaume Louis Julien Carré, juriste français, né à Rennes le 21 octobre 1777 et mort le 13 mars 1832.

## Biographie
Après avoir terminé ses études, il embrassa la profession d'avocat, et se distingua d'abord au barreau de sa ville natale. Il fut, en 1806, nomme professeur à l'école de droit ; et plus tard, lors de la réorganisation des facultés, il conserva la chaire de procédure civile.
Il publia un assez grand nombre d'ouvrages. Ami de Charles Bonaventure Marie Toullier, son collègue à la faculté de Rennes, Carré devait continuer son travail sur le droit civil suivant l'ordre du code, et dans ce but, il avait déjà recueilli de nombreuses notes, lorsqu'il mourut subitement le 13 mars 1832.

## Publications
On a de lui :
1. Introduction générale à l'étude du droit, spécialement du droit français, avec des tableaux synoptiques, Paris, 1808, in-8° ;
2. Analyse raisonnée et conférences des opinions des commentateurs et des arrêts des cours sur le Code de procédure civile, Rennes, 1811-1812, 2 vol., in-4°. L'opinion de Carré, dit Toullier, mérite à tous égards d'être pesée. Son ouvrage sur le code de procédure est utile et excellent.
3. Traité et Questions de procédure civile, ibid., 1819, 2 vol. in-4°.
4. Introduction à l'élude des lois relatives aux domaines congéables, ibid., 1822, in-8°.
5. Traité du gouvernement des paroisses, avec un supplément, ibid., 1824, in-8°.
6. Les Lois de la procédure civile, ibid., 1824, 5 vol. in-4°. L'auteur a refondu dans cet ouvrage l'Analyse raisonnée et les Traité et Questions de procédure civile.
7. Les Lois de l'organisation et de la compétence des juridictions civiles, ibid., 1825 in-4°. Cet ouvrage est dédié à M. André Dupin l'aîné. M. Duvergier, avocat à la cour de Paris, s'est chargé de continuer sur les notes de Carré le Droit civil français par Toullier.

## Source
« Guillaume Louis Julien Carré », dans Louis-Gabriel Michaud, Biographie universelle ancienne et moderne : histoire par ordre alphabétique de la vie publique et privée de tous les hommes avec la collaboration de plus de 300 savants et littérateurs français ou étrangers, 2e édition, 1843-1865 [détail de l’édition]